# Scuola dei Sextii
La scuola dei Sextii fu una scuola filosofica, fondata a Roma intorno all'anno 40 a.C. da Quinto Sextio e continuata dal figlio, suo discepolo, il medico Sextio Nigro e durata per oltre mezzo secolo, fino all'anno 19 d.C., quando fu chiusa a seguito del decreto dell'imperatore Tiberio che proibiva i riti stranieri. I Sextii non erano ostili alle istituzioni pubbliche purché assicurassero la pace e la libertà ma certo risultavano sospetti al potere politico.
La scuola fu forse l'unica scuola filosofica ispirata alla concezione tipicamente romana di valorizzare la pratica dell'esercizio concreto delle virtù piuttosto che la speculazione teorica. La scuola fondeva lo stoicismo con elementi del pitagorismo, del platonismo e dell'aristotelismo, tutti principi dottrinali questi da trasfondere in saggi comportamenti per il raggiungimento di una vita felice.
(Lucio Anneo Seneca, Quaestiones Naturales in fine)
Contrariamente alla tendenza del tempo di identificare l'uomo con il cittadino gli adepti della scuola osservavano un atteggiamento di indifferenza e di lontananza rispetto alla politica del "Palazzo". Seneca, che aveva ben altre idee sul rapporto tra filosofia e politica, apprezzava tuttavia dei Sextii la volontà di disinteressarsi della vita dello Stato per «appartarsi e aspirare a più alte mete (ut ad ampliora secederet)».
Gli associati alla Scuola, che secondo Seneca assunse ben presto i caratteri di una vera e propria setta, vivevano in comunità e praticavano un regime alimentare rigorosamente vegetariano, nonché un esercizio costante rivolto all'ascesi e all'esame di coscienza:
Alla scuola dei Sextii appartennero il grammatico greco Lucio Crassizio, l'enciclopedista e medico Aulo Cornelio Celso, discepolo sia di Quinto che di Sextio Nigro, e i precettori dello stesso Seneca: il retore Papirio Fabiano e il filosofo neopitagorico Sozione.